# The Unkissed Man

The Unkissed Man  est un court-métrage américain muet et en noir et blanc réalisé par Leo McCarey, sorti en 1929.

## Fiche technique
- Titre original : The Unkissed Man
- Réalisation : Leo McCarey
- Scénario : Leo McCarey
- Montage : Richard C. Currier
- Producteur : Hal Roach
- Société de production : Hal Roach Studios
- Société de distribution : Metro-Goldwyn-Mayer (MGM)
- Pays de production :  États-Unis
- Langue originale : anglais américain
- Format : noir et blanc — 35 mm — 1,33:1 — film muet
- Genre : comédie
- Durée : 20 minutes
- Date de sortie : 27 avril 1929

## Distribution
- Bryant Washburn
- Edna Murphy
- Eric Mayne
- Marion Byron
- Eddie Dunn
- Jean Harlow (non créditée)